# Vandaag. De Radiokrant van Nederland
Vandaag. De Radiokrant voor Nederland was een Nederlands actualiteitsprogramma dat van 3 oktober 1949 tot 1969 op de radio werd uitgezonden. Het betrof een actualiteitenrubriek van de NCRV-radio, bekend om de precieze nummering; zoals "zesde jaargang, nummer 12." De grote man in de beginjaren was verslaggever Herman Felderhof, die ook leiding gaf aan de redactie, die bemand werd door de verslaggevers Goos Kamphuis, Jan de Visser en Jan Zindel en bureauredacteur Sam Moll. Een andere bekende medewerker was buitenlandverslaggever Alfred van Sprang. In 1969 werd de rubriek omgedoopt in Hier en Nu.

## Meer informatie
- http://www.beeldengeluidwiki.nl/index.php/Vandaag._De_radiokrant_voor_Nederland